# نو ماتر وات
«نو ماتر وات» (بالإنجليزية: No Matter What)‏، هي أغنية من تسجيل بادفينغر لألبومها نو دايس في 1970، من تأليف وغناء بيت هام وإنتاج مال إيفانز.

## تسجيل
كأغنية تجريبية، سًجلت «نو ماتر وات» في البداية من قبل هام بغيتار صوتي وغُنيت بنبضات المامبو (كما يُسمع في سي دي هام المنفرد الصادر بعد وفاته 7 بارك أفينيو). يمكن سماع صوت مشابه للأغنية التجريبية الأصلية في أغنية الألبوم التالي للفرقة، سترايت أب بعنوان «بيرفيكشن». سُجلت نسخة خشنة، أكثر مقاربة للروك من الأغنية من قِبل بادفينغر في مارس 1970 وقام بإنتاجها مال إيفانز. سُجلت الأغنية مرة أخرى من قِبل الفرقة في أبريل 1970 في استديوهات آبي روود وكانت هذه النسخة هي التي ظهرت لاحقاً في الألبوم وكأغنية منفردة.
بالرغم من أن الأغنية والتسجيل كانا مفضلين لدى بادفينغر لفترة قصيرة بعد تسجيلها، إلا أن المسؤولين في أبل لم يكونوا مؤيدين - كما ذُكر - لإصدار الأغنية بأية صيغة. بقي الوضع كذلك إلى أن سمع أل ستيكلر، المخرج الأمريكي لأبل في نيويورك، الشريط في صيف 1970 واعتبر الأغنية إدخالاً قوياً للفرقة حيث أضيفت للاسطوانة الطويلة القادمة وكإصدار أغنية منفردة.
من الملاحظ أيضاً في هذه الأغنية احتواؤها على نهاية كاذبة، بعد الكورس الأخير، حيث، بعد فاصل قصير، تكرر الأغنية السطر الأخير مرتين قبل وترها الختامي.

## إصدار
في الولايات المتحدة، أُصدرت الأغنية المنفردة مع أغنية توم إيفانز وبيت هام، «كاري أون تيل تومورو»، أغنية الشارة للفيلم ذا ماجيك كريستشان، كأغنية الوجه ب. كانت هذه نسخة معدلة من التسجيل الذي ظهر في ألبوم بادفينغر السابق، ماجيك كريتشان ميوزك. في كل الدول الأخرى، أضيفت للأغنية المنفردة أغنية توم إيفانز وجوي مولاند، «بيتر دايز»، التي ظهرت أيضاً في نو دايس.

## طاقم العمل

### نسخةبادفينغر
- بيت هام - الغناء الرئيسي، غيتار الإيقاع
- توم إيفانز - الغناء المساعد، غيتار البيس
- جوي مولاند - الغناء المساعد، الإيتار الرئيسي
- مايك غيبينز - الطبول، الإيقاع

### نسخةديف ليبارد
- جو إليوت - الغناء الرئيسي
- فيل كولين - الإيتار، الغناء المساعد
- فيفيان كامبل - الإيتار، الغناء المساعد
- ريك سافج - غيتار البيس، الغناء المساعد
- ريك ألين - الطبول، الإيقاع

## استقبال
كانت الأغنية هي الأولى للفرقة بين أفضل 10 أغانٍ منفردة في المملكة المتحدة من تأليف بادفينغر، بوصولها للمرتبة الخامسة في المملكة المتحدة في يناير 1971. في الولايات المتحدة، بلغت الأغنية ذروتها في المرتبة الثامنة على لائحة بيلبورد هوت 100. في جنوب أفريقيا، تصدرت الأغنية اللوائح. حصلت الفرقة أيضاً بـ«كام أند غيت إت»، على المرتبة الرابعة في المملكة المتحدة في يناير 1970، التي كانت من تأليف بول مكارتني، و«داي أفتر داي»، على المرتبة العاشرة في المملكة المتحدة في يناير 1972.
الأغنية معروفة لكونها واحدة من أوائل التسجيلات الناجحة المرتبطة بصوت الباور بوب، مستفيدة من كل العناصر الموصولة بالنوع. نجحت الأغنية المنفردة اللاحقة من إصدار بادفينغر، «بيبي بلو» (بيلبورد المرتبة 14، 1972)، إضافة لعدة أغان من الألبوم في وتر مشابه، في تصنيف الفرقة لنفسها كباور بوب.

## في الأفلام والتلفزيون
- واينز وورلد 2، 1993 (أزيلت الأغنية لاحقاً بسبب افتقارها لإجازات النشر)
- ناو أند ذين، 1995
- أوتسايد بروفيدنس، 1999
- ذا إن لاوز، 2003
- ويل وغريس، 2003 (برنامج تلفزيوني)
- فتيان القرن 20 (مانغا)
- هوريبل بوسز 2، 2014 (استعمل لحن الأغاني كقرعة جرس الباب واستعملت الأغنية في الحقوق الختامية)

## أغاني مقلدة
- ليليان أكس - أُصدرت كأغنية منفردة في 1992، وظهرت أيضاً في الألبوم بويتيك جاستس (1992)
- أيه - سًجلت للموسيقى التصويرية لفيلم روب شنايدر، ذا أنيمال (2001)
- آر إي إم (غناء مايك ميلز) - من أغنية نادي المعجبين المنفردة لعيد الميلاد (2002)
- غريت وايت - من ألبوم الأغاني المقلدة ريكوفر المسجلة في 1989 والمُصدرة في 2002
- ديف ليبارد - أُصدرت كأغنية منفردة في 2005، وظهرت أيضاً في الألبومين روك أوف إيجز: ذا ديفينيتف كوليكشن (2005)، وياه! (2006)
- شاو بليدز - للنسخة اليابانية من ألبوم الأغاني المقلدة إنفلوينس (2007)